# The Annie Lennox Collection
The Annie Lennox Collection é a primeira compilação de maiores sucessos da cantora escocesa Annie Lennox. O álbum foi lançado em 17 de Fevereiro de 2009 nos EUA e em 9 de Março no Reino Unido, pelo selo musical BMG. O álbum contém sucessos de seus quatro álbuns de estúdios já lançados, Diva (1992), Medusa (1995), Bare (2003) e Songs of Mass Destruction (2007). Para o disco, duas músicas inéditas foram incluídas, "Pattern of My Life" e "Shining Light". A compilação atingiu a posição #2 na parada de álbuns do Reino Unido e a posição #34 nos Estados Unidos na parada de álbuns Billboard 200, vendendo 16 mil cópias em sua primeira semana.

## Faixas
Todas as músicas são compostas por Annie Lennox, exceto as que forem notadas.
1. "Little Bird"
2. "Walking on Broken Glass"
3. "Why"
4. "No More "I Love You's"" (David Freeman, Joseph Hughes)
5. "Precious"
6. "Love Song for a Vampire" (Trilha do filme Drácula de Bram Stoker)
7. "A Thousand Beautiful Things"
8. "Sing"
9. "Pavement Cracks"
10. "A Whiter Shade of Pale" (Gary Brooker, Matthew Fisher, Keith Reid)
11. "Cold"
12. "Dark Road"
13. "Pattern of My Life" (Tom Chaplin)
14. "Shining Light" (Tim Wheeler)